# Prix du Jeune musicien de l'année
Le prix du Jeune Musicien de l'année ou Soliste de l'année est une récompense décernée annuellement depuis 1993 par l'Union de la presse musicale belge, l'association des critiques musicaux professionnels de Belgique, en partenariat avec Bozar, à un jeune talent musical de moins de 33 ans.
Depuis 2008, deux lauréats sont choisis par deux jurys de journalistes en matières musicales, l'un de la Communauté flamande, l'autre de la Communauté française et de la Communauté germanophone, avec comme objectif de faire connaître les talents d'une communauté dans une autre et donner aussi un coup de pouce à de jeunes carrières par l'organisation de concerts dont un dans la saison de Bozar Music.

## Lauréats
- Gidon Kremer
- Philippe Herreweghe
- Antonio Pappano
- Mikko Franck
- Gautier Capuçon
- 1994 : Luc Devos
- 1999 : Andreas Scholl
- 2001 : Marie Hallynck
- 2006 : Marie-Nicole Lemieux
- 2008 : Céline Scheen
- 2008 : l'Ensemble Graindelavoix
- 2009 : Nicolas Achten
- 2010 : Julien Libeer